# Nicolás Tagliafico
Nicolás Alejandro Tagliafico (sinh ngày 31 tháng 8 năm 1992) là một cầu thủ bóng đá chuyên nghiệp người Argentina hiện đang thi đấu ở vị trí hậu vệ trái cho câu lạc bộ Ligue 1 Lyon và đội tuyển bóng đá quốc gia Argentina.

## Thống kê sự nghiệp

### Câu lạc bộ
Tính đến ngày 25 tháng 5 năm 2024
| Câu lạc bộ          | Mùa giải            | Giải đấu            | Giải đấu | Giải đấu | Cúp quốc gia | Cúp quốc gia | Châu lục | Châu lục | Khác | Khác | Tổng cộng | Tổng cộng |
| Câu lạc bộ          | Mùa giải            | Hạng                | Trận     | Bàn      | Trận         | Bàn          | Trận     | Bàn      | Trận | Bàn  | Trận      | Bàn       |
| ------------------- | ------------------- | ------------------- | -------- | -------- | ------------ | ------------ | -------- | -------- | ---- | ---- | --------- | --------- |
| Banfield            | 2010–11             | Primera División    | 9        | 0        | 0            | 0            | 0        | 0        | 0    | 0    | 9         | 0         |
| Banfield            | 2011–12             | Primera División    | 33       | 1        | 0            | 0            | 0        | 0        | 0    | 0    | 33        | 1         |
| Banfield            | 2013–14             | Primera B Nacional  | 34       | 0        | 2            | 1            | –        | –        | 0    | 0    | 36        | 1         |
| Banfield            | 2014                | Primera División    | 14       | 1        | 0            | 0            | –        | –        | 0    | 0    | 14        | 1         |
| Banfield            | Tổng cộng           | Tổng cộng           | 90       | 2        | 2            | 1            | 0        | 0        | 0    | 0    | 92        | 3         |
| Real Murcia (mượn)  | 2012–13             | Segunda División    | 27       | 0        | 1            | 0            | –        | –        | –    | –    | 28        | 0         |
| Independiente       | 2015                | Primera División    | 31       | 1        | 2            | 0            | 6        | 0        | 0    | 0    | 39        | 1         |
| Independiente       | 2016                | Primera División    | 16       | 1        | 2            | 0            | 4        | 0        | 3    | 0    | 25        | 1         |
| Independiente       | 2016–17             | Primera División    | 29       | 0        | 1            | 0            | 11       | 0        | 2    | 0    | 43        | 0         |
| Independiente       | 2017–18             | Primera División    | 9        | 0        | 0            | 0            | 0        | 0        | 0    | 0    | 9         | 0         |
| Independiente       | Tổng cộng           | Tổng cộng           | 85       | 2        | 5            | 0            | 21       | 0        | 5    | 0    | 116       | 2         |
| Ajax                | 2017–18             | Eredivisie          | 15       | 1        | 0            | 0            | 0        | 0        | –    | –    | 15        | 1         |
| Ajax                | 2018–19             | Eredivisie          | 29       | 2        | 2            | 1            | 15       | 3        | –    | –    | 46        | 6         |
| Ajax                | 2019–20             | Eredivisie          | 24       | 3        | 3            | 0            | 11       | 2        | 0    | 0    | 38        | 5         |
| Ajax                | 2020–21             | Eredivisie          | 25       | 1        | 4            | 0            | 11       | 0        | –    | –    | 40        | 1         |
| Ajax                | 2021–22             | Eredivisie          | 22       | 2        | 4            | 1            | 3        | 0        | 1    | 0    | 30        | 3         |
| Ajax                | Tổng cộng           | Tổng cộng           | 115      | 9        | 13           | 2            | 40       | 5        | 1    | 0    | 169       | 16        |
| Lyon                | 2022–23             | Ligue 1             | 34       | 1        | 4            | 0            | –        | –        | –    | –    | 38        | 1         |
| Lyon                | 2023–24             | Ligue 1             | 25       | 3        | 6            | 0            | –        | –        | –    | –    | 31        | 3         |
| Lyon                | Tổng cộng           | Tổng cộng           | 59       | 4        | 10           | 0            | –        | –        | –    | –    | 69        | 4         |
| Tổng cộng sự nghiệp | Tổng cộng sự nghiệp | Tổng cộng sự nghiệp | 376      | 17       | 31           | 3            | 61       | 5        | 6    | 0    | 474       | 25        |

### Quốc tế
Tính đến ngày 14 tháng 7 năm 2024.
| Argentina | Argentina | Argentina |
| Năm       | Trận      | Bàn       |
| --------- | --------- | --------- |
| 2017      | 1         | 0         |
| 2018      | 11        | 0         |
| 2019      | 13        | 0         |
| 2020      | 3         | 0         |
| 2021      | 8         | 0         |
| 2022      | 12        | 0         |
| 2023      | 7         | 1         |
| 2024      | 8         | 0         |
| Tổng cộng | 63        | 1         |

Tính đến ngày 12 tháng 9 năm 2023
Bàn thắng và kết quả của Argentina được để trước.
| # | Ngày                | Địa điểm                                     | Số trận | Đối thủ | Bàn thắng | Kết quả | Giải đấu                      |
| - | ------------------- | -------------------------------------------- | ------- | ------- | --------- | ------- | ----------------------------- |
| 1 | 12 tháng 9 năm 2023 | Sân vận động Hernando Siles, La Paz, Bolivia | 50      | Bolivia | 2–0       | 3–0     | Vòng loại FIFA World Cup 2026 |

## Danh hiệu

### Câu lạc bộ
Atlético Independiente
- Vô địch Copa Sudamericana: 2017

 Ajax Amsterdam
- Vô địch Eredivisie: 2018–19, 2020-21, 2021-22
- Vô địch KNVB Cup: 2018–19, 2020-21
- Vô địch Siêu cúp Hà Lan: 2019

### Quốc tế
- Vô địch Superclásico de las Américas: 2017, 2019
- Vô địch Copa America: 2021, 2024
- Vô địch World Cup: 2022

### Cá nhân
- Cầu thủ xuất sắc nhất tháng Eredivisie: tháng 11, 2018